# Афінограф
Афінограф (рос. аффинограф, англ. affinograph, нім. Affinograph) — прилад для механічної побудови наочних паралельно-проєкційних зображень предметів (наприклад, гірничих виробок чи геологічних структур) в афінних проєкціях. В основу побудови покладено принцип моделювання прийомів і властивостей афінних перетворень.
Див. афінні проєкції.